# Альберто Руфо
Альберто (Адальберто) Руфо (італ. Alberto Rufo; бл. 1040–1094) — середньовічний військовий та державний діяч Італійського королівства, маркграф Східної Лігурії, маркіз Масси, капітан і тутор Корсики.

## Життєпис
Походив з роду Обертенгів, гілки Адальбертіні. Син Альберто, маркграфа Східної Лігурії і маркіза Гаві. Народився близько 1040 року. Після смерті батька у 1047 році успадкував основні володіння, а потім після смерті брата Вільгельма отримав маркізат Масса.
Разом з тим фактично втратив реальну владу в містах Східної Лігурії, насамперед у Генуї, де навіть мусив скласти присягу місцевому єпископу як новому сеньйорові Генуї. Тому згодом переносить свою діяльність до Луніджіани.
Разом з тим розбудовує прибережні міста як порти для зв'язку з Корсикою, насамперед Порто-Венере (в подальшому передав своїх васалам — сеньйорам ді Веццано). Тут він спадкував батьківську посаду капітана і тутора (захисника) Корсики, крім того згадується як капітан папських галер. Втім у 1077 році отримав від папи римського Григорія VII листа, в якому той виступав проти призначення Альберто Руфо своїх намісників в містах та комунах острова. 1079 року папа римський призначив Ламберта, єпископа Пізи, своїм вікарієм на Корсиці з метою ослабити владу Альберто Руфо, який фактично став там незалежним володарем.
Відомо також про значні пожертви монастирю Святого Венерія на острові Тіно поблизу Лінуджіани.
До 1080 року оженився на доньці графа Парми. 1081 року отримав права на Корсику від імператора Генріха IV, користуючись боротьбою того проти папства. У 1083 році письмово згадується місто-фортеця Масса, яка згодом стала резиденцією Альберто Руфо.
З кінця 1080-х років посилюються конфлікти з папським престолом щодо управління Корсикою. 1091 року папа римський Урбан II підпорядкував церкву Корсики дайберту, єпископу, з 1092 року архієпископу) Пізи. З цього часу на острові Альберто Руфо протистояв дайберту, оскільки той як вікарій папи, намагався отримати судові та цивільні повноваження, оскільки розглядав Корсику як володіння Папського престолу.
Помер у червні 1094 року. Його володіння було розділено між синами.

## Родина
Дружина — Джульєтта, донька Оберто, графа Парми.
Діти:
- Уго (д/н—1124), маркіз Корсики
- Гвідо III (д/н — бл. 1130)), маркіз Гаві
- Вільгельм (д/н — бл. 1145), маркиз Масса-Пароді
- Оберто (д/н — бл. 1146), маркіз Масса-Корсика.